# Мармадюк (фильм)
«Мармадюк» (оригинальное название англ. Marmaduke) — американская комедия. Адаптация комикса Брэда Андерсона. Мировая премьера состоялась 4 июня 2010 года.
Режиссёром фильма выступил Том Дей, продюсером — Джон Дэвис, авторами сценария — Тим Расмуссен и Винс Ди Мельо.
В главных ролях снимались и озвучивали: Оуэн Уилсон, Джордж Лопес, Эмма Стоун, Ли Пейс и Джуди Грир.
Картина собрала 83,8 миллиона долларов в прокате, при бюджете в 50 миллионов долларов.

## Сюжет
Мармадюк — немецкий дог, проживающий в штате Канзас вместе с котом по имени Карлос. Их владелец Фил работает в компании по производству корма для собак. Для увеличения объема продаж корма Фил решает переехать в Оранж-Каунти вместе со своими питомцами. Однажды в парке Мармадюк знакомится с собакой Мэйзи и по уши влюбляется в неё…

## В ролях

### Озвучка
| Актёр                | Роль               |
| -------------------- | ------------------ |
| Оуэн Уилсон          | Мармадюк           |
| Эмма Стоун           | Мейзи              |
| Ферги                | Жезебель           |
| Джордж Лопес         | Карлос             |
| Кифер Сазерленд      | Боско              |
| Кристофер Минц-Пласс | Джузеппе           |
| Сэм Эллиотт          | Чупадогра / Бастер |
| Стив Куган           | Рэйсин             |
| Марлон Уэйанс        | Молния             |
| Дэймон Уэйанс        | Гром               |

### Актёры
| Актёр            | Роль            |
| ---------------- | --------------- |
| Ли Пейс          | Фил Уинслоу     |
| Джуди Грир       | Дебби Уинслоу   |
| Финли Якобсен    | Брайан Уинслоу  |
| Кэролайн Саншайн | Барбара Уинслоу |
| Мэнди Хейнс      | Сара Уинслоу    |
| Фрэнк Тополь     | хозяин Боско    |
| Уильям Мэйси     | Дон Твомбли     |

## Прокат
В Аргентине премьера фильма состоялась 27 мая 2010 года, в Белоруссии, Казахстане, Малайзии, Перу, России и Сингапуре — 3 июня 2010 года, в Грузии и Испании — 18 июня 2010 года.

## Отзывы
Фильм получил отрицательные отзывы кинокритиков. На сайте Rotten Tomatoes у фильма 9 % положительных рецензий из 99. На Metacritic — 30 баллов из 100 на основе 22 рецензий. Роджер Эберт оценил фильм в 2 звезды из 4-х.
Также был номинирован на премию «Золотая малина» в категории «Худшая мужская роль второго плана» (Джордж Лопес) и премию «Teen Choice Awards» в категории «Choice Movie: Animated».